# C14H18BrNO2
化学式C14H18BrNO2的化合物（摩尔质量：312.207 g/mol）可以指：
- 2C-B-BUTTERFLY，CAS号：502659-24-7
- 3-溴哌甲酯，CAS号：2865958-69-4
- 6-溴-3,4-二氢异喹啉-2-甲酸叔丁酯，CAS号：893566-74-0
- 7-溴-3,4-二氢异喹啉-2-甲酸叔丁酯，CAS号：258515-65-0
- 4-溴甲基哌啶-1-甲酸苄酯，CAS号：159275-17-9
- 6-溴-7-硝基-1,2,3,4-四氢-1,1,4,4-四甲基萘，CAS号：116233-18-2

|  | 这个同类索引页列出了具有相同分子式的化学物（即同分異構體）条目。 除非您是有意链接至本页，否则应将相应条目的内部链接指向正确的条目。 |